# 권력 의지
권력 의지(權力意志, 독일어: Der Wille zur Macht, 영어: will to power)는 프리드리히 니체 철학의 주요 개념이다.

## 같이 보기
- 직접 민주제
- 참여 민주주의
- 집단 지성